# Karl-Eberhard Hain
Karl-Eberhard Hain (* 1960 in Hachenburg) ist ein deutscher Rechtswissenschaftler, Hochschullehrer.

## Werdegang
Nach seinem Abitur am Gymnasium in Marienstatt im Jahre 1978 begann er das Studium der Rechtswissenschaften an der Justus-Liebig-Universität Gießen. 1986 legte er das erste juristische Staatsexamen ab. Sein Referendariat absolvierte Hain u. a. in Limburg an der Lahn. 1990 folgte das zweite juristische Staatsexamen. Von 1990 bis 1995 war Hain als wissenschaftlicher Mitarbeiter am Juristischen Seminar der Georg-August-Universität Göttingen am Lehrstuhl von Christian Starck tätig. 1993 beendete Hain seine Dissertation über Rundfunkfreiheit und Rundfunkordnung und wurde damit promoviert. Von 1995 bis 1998 genoss Hain ein Habilitationsstipendium der Deutschen Forschungsgemeinschaft. 1998 schloss Hain seine Habilitationsschrift über Die Grundsätze des Grundgesetzes ab. Daraufhin erwarb er die Venia Legendi in den Fächern Öffentliches Recht und Rechtsphilosophie. Von 1998 bis 2002 war Hain vertretungsweise an den Universitäten Göttingen, Bremen und Freiburg tätig. Daneben arbeitete er zeitweise in der Rechtsabteilung des Landtages Schleswig-Holstein.
Vom Wintersemester 2003/2004 bis zum Sommersemester 2008 war Hain ordentlicher Professor an der Johannes-Gutenberg-Universität Mainz und Inhaber eines Lehrstuhls. Seit dem Wintersemester 2008/2009 lehrt Hain an der Universität zu Köln, wo er einen Lehrstuhl für Öffentliches Recht und Medienrecht innehat und gemeinsam mit Karl-Nikolaus Peifer das Institut für Medienrecht und Kommunikationsrecht der Universität leitet. Er ist korrespondierendes Mitglied der Akademie der Wissenschaften zu Göttingen.
Von 2009 bis 2011 war Hain Mitglied der Kommission zur Ermittlung des Finanzbedarfs der Rundfunkanstalten (KEF), benannt durch das Saarland. Von 2017 bis 2021 war Hain Ersatzmitglied der Kommission zur Ermittlung der Konzentration im Medienbereich (KEK). Außerdem ist Hain seit 2020 Mitglied des wissenschaftlichen Beirats des Mainzer Medieninstituts.
Von 2019 bis 2023 war Hain Mitglied des Stadtrats von Hachenburg für Bündnis 90/Die Grünen. Zur Kommunalwahl 2025 ist er nicht mehr angetreten.
Karl-Eberhard Hain war Prozessbevollmächtigter der ARD für die vor dem Bundesverfassungsgericht erhobene Verfassungsbeschwerde gegen die Blockade des Landes Sachsen-Anhalt zur Erhöhung des Rundfunkbeitrags auf monatlich 18,36 Euro.
Hain ist verheiratet mit der Grünen-Politikerin Tabea Rößner. Er war Gitarrist und Sänger der deutschen Rock-Gruppen "Ignotum"  ("Das schönste Mädchen vom Westerwald") und „Schneemann“. Zudem ist er Gitarrist der "Dayson Farmboys".

## Veröffentlichungen (Auswahl)
- Rundfunkfreiheit und Rundfunkordnung. Nomos-Verlag, Baden-Baden 1993, ISBN 978-3-7890-2997-4 (Dissertation).
- Die Grundsätze des Grundgesetzes – Eine Untersuchung zu Art. 79 Abs. 3 GG. Nomos-Verlag, Baden-Baden 1999, ISBN 3-7890-6085-2 (Habilitationsschrift).
- unter Mitarbeit von Christine Seehaus und Hans-Christian Poth: Grenzen der Zentralisierung von Zulassungs- und Aufsichtsentscheidungen im föderalen Rundfunksystem. Vistas, Berlin 2009, ISBN 978-3-89158-512-2 (Rechtsgutachten im Auftrag der Niedersächsischen Landesmedienanstalt).
- unter Mitarbeit von Laura Johanna Reinlein: Die zeitlichen und inhaltlichen Einschränkungen der Telemedienangebote von ARD, ZDF und Deutschlandradio nach dem 12. RÄndStV. Nomos-Verlag, Baden-Baden 2009, ISBN 978-3-8329-4596-1 (Rechtsgutachten für ARD, ZDF und Deutschlandradio).
- Wanderungen und Wandlungen des Rechts. Mohr Siebeck, Tübingen 2017, ISBN 978-3-16-155732-3.